# Галото (Бјела)
Галото је насеље у Италији у округу Бијела, региону Пијемонт.
Према процени из 2011. у насељу је живело 178 становника. Насеље се налази на надморској висини од 364 м.